# Dekanat dmitrowski
Dekanat dmitrowski – jeden z 48 dekanatów eparchii moskiewskiej obwodowej Rosyjskiego Kościoła Prawosławnego. Obejmuje cerkwie położone w części rejonu dmitrowskiego obwodu moskiewskiego. Funkcjonuje w nim trzynaście cerkwi parafialnych miejskich, trzydzieści trzy cerkwie parafialne wiejskie, dziesięć filialnych, cerkiew domowa i siedem kaplic.
Funkcję dziekana pełni protojerej Afanasij Czornoguz.

## Cerkwie w dekanacie[1]
- Cerkiew Wszechmiłującego Zbawiciela w Dmitrowie-3
- Cerkiew św. Marii Magdaleny w Dmitrowie
- Cerkiew Ikony Matki Bożej „Wszystkich Strapionych Radość” w Assaurowie
- Cerkiew św. Mikołaja w Batiuszkowie
- Cerkiew Trójcy Świętej we Wnukowie
- Cerkiew Narodzenia Matki Bożej w Woronowie
- Cerkiew św. Mikołaja w Daniłowskiej Słobodzie

Cerkiew Nowomęczenników i Wyznawców Rosyjskich w Daniłowskiej Słobodzie
- Sobór Zaśnięcia Matki Bożej w Dmitrowie

Cerkiew św. Serafina z Sarowa w Dmitrowie
Cerkiew Świętych Konstantyna i Heleny w Dmitrowie
Kaplica św. Aleksandra Newskiego w Dmitrowie
- Cerkiew Spotkania Pańskiego w Dmitrowie
- Cerkiew Wprowadzenia Matki Bożej do Świątyni w Dmitrowie

Cerkiew św. Sergiusza z Radoneża w Dmitrowie
- Cerkiew św. Elżbiety w Dmitrowie
- Cerkiew Kazańskiej Ikony Matki Bożej w Dmitrowie

Cerkiew domowa św. Serafina (Zwiezdinskiego) w Dmitrowie
- Cerkiew Trójcy Świętej w Dmitrowie
- Cerkiew św. Pantelejmona w Dmitrowie
- Cerkiew Wszystkich Świętych w Dmitrowie
- Cerkiew Świętego Ducha w Dubrowkach

Kaplica św. Aleksandra Newskiego w Dubrowkach
- Cerkiew Opieki Matki Bożej w Żestylewie
- Cerkiew Tichwińskiej Ikony Matki Bożej w Ignatowie
- Cerkiew św. Serafina (Zwiezdinskiego) w Ikszy

Cerkiew św. Matrony Moskiewskiej w Ikszy
- Cerkiew Opieki Matki Bożej w Ilinie

Cerkiew św. Aleksandra Świrskiego w Ilinie
- Cerkiew Narodzenia Pańskiego w Ilinskim

Kaplica św. Mikołaja w Ilinskim
Kaplica Tichwińskiej Ikony Matki Bożej w Ilinskim
- Cerkiew Opieki Matki Bożej w Kikinie
- Cerkiew Tichwińskiej Ikony Matki Bożej w Kostinie
- Cerkiew Narodzenia Matki Bożej w Kruglinie
- Cerkiew Zaśnięcia Matki Bożej w Morozowie
- Cerkiew Opieki Matki Bożej w Nadieżdinie
- Cerkiew Ikony Matki Bożej „Nieoczekiwana Radość” w Niekrasowskim
- Cerkiew św. Spirydiona w Niekrasowskim
- Cerkiew Świętych Konstantyna i Heleny w Nowo-Griszynie
- Cerkiew Trójcy Świętej w Oljawidowie
- Cerkiew Opieki Matki Bożej w Orudjewie

Cerkiew św. Łazarza w Orudjewie
Kaplica św. Aleksandra Newskiego w Orudjewie
- Cerkiew Wprowadzenia Matki Bożej do Świątyni w Oczewie
- Cerkiew św. Mikołaja w Ozierieckim

Cerkiew Opieki Matki Bożej w Ozierieckim
- Cerkiew Ikony Matki Bożej „Wszystkich Strapionych Radość” w Pierieswietowie
- Cerkiew Narodzenia Pańskiego w Podczerkowie
- Cerkiew Kazańskiej Ikony Matki Bożej w Sazonkach
- Cerkiew Narodzenia Matki Bożej w Sielewkinie
- Cerkiew Wniebowstąpienia Pańskiego w Surminie

Kaplica Kazańskiej Ikony Matki Bożej w Surminie
- Cerkiew Trójcy Świętej w Sysojewie
- Cerkiew Narodzenia Pańskiego w Timonowie
- Cerkiew Kazańskiej Ikony Matki Bożej w Celejewie
- Cerkiew Zaśnięcia Matki Bożej w Szukołowie

Cerkiew Wszystkich Świętych w Szukołowie
Kaplica Nowomęczenników i Wyznawców Rosyjskich w Szukołowie
- Cerkiew Narodzenia Matki Bożej w Jakoci

Cerkiew Nowomęczenników i Wyznawców Rosyjskich w Jakoci
- Cerkiew Wniebowstąpienia Pańskiego w Jachromie
- Sobór Trójcy Świętej w Jachromie
- Cerkiew Opieki Matki Bożej w Jachromie